# Dilshodjon Turdiyev
Dilshodjon Shermaxammadovich Turdiyev (ur. 19 października 1991) – uzbecki zapaśnik walczący w stylu klasycznym. Olimpijczyk z Rio de Janeiro 2016, gdzie zajął czternaste miejsce w kategorii 75 kg.
Trzynasty na mistrzostwach świata w 2014. Wicemistrz igrzysk azjatyckich w 2014. Brązowy medalista mistrzostw Azji w 2016, brązowy w 2015 i siódmy w 2014. Wicemistrz Azji juniorów w 2011 roku.